# Stanley Adams
Stanley Adams (Nueva York, 7 de abril de 1915-Santa Mónica, California, 27 de abril de 1977) fue un guionista y actor de reparto estadounidense de cine, teatro y televisión.

## Carrera

### Etapa como actor
Adams tuvo su primer papel en cine en 1952, cuando hizo el papel de un camarero en la versión cinematográfica de Death of a Salesman. También hizo de camarero en el film The Gene Krupa Story. En 1956 actuó como el sargento mayor en The Bold and the Brave, y en 1959 hizo North by Northwest como el teniente Harding.
Llegó a ser muy conocido por interpretar a "Cyrano Jones" en la serie televisiva original Star Trek, en el episodio "The Trouble with Tribbles", que se emitió en 1967. Durante la temporada siguiente coescribió el episodio "The Mark of Gideon". Apareció en una serie de convenciones de Star Trek a lo largo de los años 1970 y repitió (como actor de voz) su papel de Cyrano Jones en Star Trek: The Animated Series, concretamente en el episodio "More Tribbles, More Troubles". Varias tomas de archivo suyas fueron utilizados en otro episodio de la famosa serie Star Trek: Deep Space Nine.
Interpretó al hermano Otis Campbell en un episodio de The Andy Griffith Show, donde su personaje era un cómico y típico borracho del pueblo. 
En 1962 apareció en Requiem for a Heavyweigth junto a grandes como Anthony Quinn, Jackie Gleason y Mickey Rooney. Tres años después, en 1965, coprotagonizó junto a Ed Byrnes el film Kissin' Cousins, inspirado en el legendario cantante Elvis Presley. Ese mismo año interpretó al profesor "Hutten" en la comedia El barco de los locos.
En 1969 encarnó a "Tiny" en el telefilm Tiger, Tiger.
Sus otros papeles en series de televisión incluyen un científico loco, oponente de Buster Keaton, en la serie The Twilight Zone, el rey Kaliwani en el episodio final de La isla de Gilligan y "Tybo", el líder de la rebelión de zanahoria vegetal, en Perdidos en el espacio. Luego trabajó en dos episodios de la segunda temporada de la serie de televisión de la década de 1960 Batman ("Catwoman Goes to College" y "Batman Displays his Knowledge") como el "Capitán Courageous". Encarnó al jefe político Templeton Frank en el episodio final de McHale's Navy (1962-1966), "Wally for Congress". En 1964 interpretó al sheriff Tate en un episodio de la serie Bonanza, y a "Pancho Morado" en Perry Mason.
En 1972 trabajó en el film dirigido e interpretado por Woody Allen, Everything You Always Wanted to Know About Sex* (*But Were Afraid to Ask).
Interpretó a Bernie, un malhablado, en la película de acción y aventura Act of Vengeance (1974) y fue el dueño del café en  Lilies of the Field. Una de sus interpretaciones más aplaudidas fue la de "Rusty", el noveno hombre más rico de Estados Unidos menor de 50 años, en Desayuno con diamantes protagonizada por Audrey Hepburn.
Años después fue un agente de bienes raíces en The Dick Van Dyke Show en el episodio "Your Home Sweet Home Is My Home Sweet Home". En 1970 interpretó a todo un timador del billar, "Sure Shot" Wilson, en un episodio de la serie The Odd Couple. En televisión, es recordado su papel de camarero en la serie Marshall Dillon. Sus últimas apariciones televisivas fueron en The Great Gundown, donde interpretaba a "Buck", y en Delvecchio, ambas de 1977.

### Etapa como escritor
Adams fue un prolífico guionista de varias series televisivas, que fueron:
- 1956: It's Always Jan
- 1961-1964: Mr. Ed
- 1966: El episodio "Home from the Sea" de Bonanza
- 1966: T.H.E. Cat
- 1966: Pistols 'n' Petticoats
- 1967: Iron Horse
- 1968: Mannix
- 1969: Star Trek
- 1969: Daniel Boone
- 1969: Love, American Style
- 1969-1970: The Flying Nun
- 1971: Audacia es el juego

También trabajó como guionista para el film de comedia de 1974, Home Grown, protagonizado por Rockne Tarkington.

## Suicidio
Stanley Adams se suicidó en abril de 1977 tras dispararse con un arma a los 62 años de edad. Los motivos de su determinación fueron atribuidos a una grave depresión como consecuencia de una lesión en la espalda, sostenidas a principios de la década del '70. A esta situación se le sumaba la falta de oportunidades laborales.